# Eurípides
Eurípides (en griego, Εὐριπίδης) (Flía —Ática— o Salamina, ca. 484/480 a. C.-Pella, 406 a. C.) fue uno de los tres grandes poetas trágicos griegos de la antigüedad, junto con Esquilo y Sófocles.

## Biografía
Las fuentes más importantes sobre la vida de Eurípides son el Marmor Parium, la Suda, Aulo Gelio y las Vidas escritas por el biógrafo griego del s. III a. C. Sátiro. Su madre se llamaba Clito o Cleito (gr. Κλειτώ) y su padre Mnesarco o Mnesárquides (gr. Μνήσαρχος ο Μνησαρχίδης), que era mercader. Eurípides nació en Flía (gr., Φλύα), aldea del Ática central, de donde pronto, por la segunda guerra médica, decisiva para los griegos y el mundo occidental, tuvieron que emigrar a Atenas siendo aún niño él. Otras fuentes indican que su lugar de nacimiento fue la isla de Salamina.
Se sabe que fue alumno de Anaxágoras de Clazomene, Protágoras, Arquelao, Pródico y Diógenes de Apolonia. En el año 466 a. C., cumplió dos de servicio militar. Odiaba la política y era amante del estudio, para lo que poseía su propia biblioteca privada, una de las más completas de toda Grecia. Durante un tiempo estuvo interesado por la pintura, coincidiendo con el apogeo del pintor Polignoto en Atenas. Tuvo dos esposas, llamadas Melito y Quérile (o Quérine). Fue amigo de Sócrates, el cual, según la tradición, sólo asistía al teatro cuando se representaban obras de Eurípides. En el 408 a. C., decepcionado por los acontecimientos de su patria, implicada en la interminable guerra del Peloponeso, Eurípides se retiró a la corte de Arquelao I de Macedonia, en Pela, donde murió dos años después.

## Obra
Se conoce que escribió 92 obras, conocidas por los títulos o por fragmentos, pero se conservan solo 19 de ellas (18 tragedias y el drama satírico El Cíclope). De una de estas, Reso, se discute aún si es apócrifa. El canon establecía también 7 tragedias de Eurípides, pero el gusto de la época nos transmitió un número mayor. Su concepción trágica está muy alejada de la de Esquilo y de la de Sófocles. Las obras de Eurípides tratan de leyendas y acontecimientos de la mitología de un tiempo lejano, muy anterior al siglo V a. C., pero aplicables al tiempo en que escribió, sobre todo a las crueldades de la guerra. 
Los rasgos diferenciales de su obra son los siguientes:
- Innovación en el tratamiento de los mitos.
- Complejidad de las situaciones y de los personajes.
- Humanización de los personajes, que se muestran como hombres y mujeres de carne y hueso, con pasiones y defectos que, en algunos casos, se acercan a los de la tragicomedia.
- Especial influencia de los problemas y polémicas del momento, que dan un aire de realismo.[8]
- Crítica racionalista del concepto de divinidad tradicional.
- Disminución del papel del coro.

Eurípides es conocido principalmente por haber reformado la estructura formal de la tragedia ática tradicional, mostrando personajes como mujeres fuertes y esclavos inteligentes, y por satirizar muchos héroes de la mitología griega. Sus obras parecen modernas en comparación con las de sus contemporáneos, centrándose en la vida interna y las motivaciones de sus personajes de una forma antes desconocida para el público griego. Uno de los mecanismos más discutidos es el llamado deus ex machina, que consiste en solucionar de manera antinatural un conflicto, como en Medea (obra en la que al final aparece un dragón que salva a la protagonista en el último momento), o en su Helena (tragedia en la que un eidolon enviado por los dioses sustituye a la verdadera Helena, que ha sido trasladada a otro Egipto, sin que haya adulterio; y algo semejante ocurre en sus Ifigenias.) El conflicto en Hipólito, que escribió dos veces, y única de sus obras que obtuvo el primer lugar en los agones, revela las pasiones humanas en una dimensión muy actual y minimiza la participación de los dioses en ellas. Hipólito también nos revela la verdadera naturaleza de los textos euripídeos, gracias a que conocemos las modificaciones que hizo a la obra para volver a presentarla y ganar la competencia y nos muestra claramente cuál era la valoración del público y los jueces de la época.

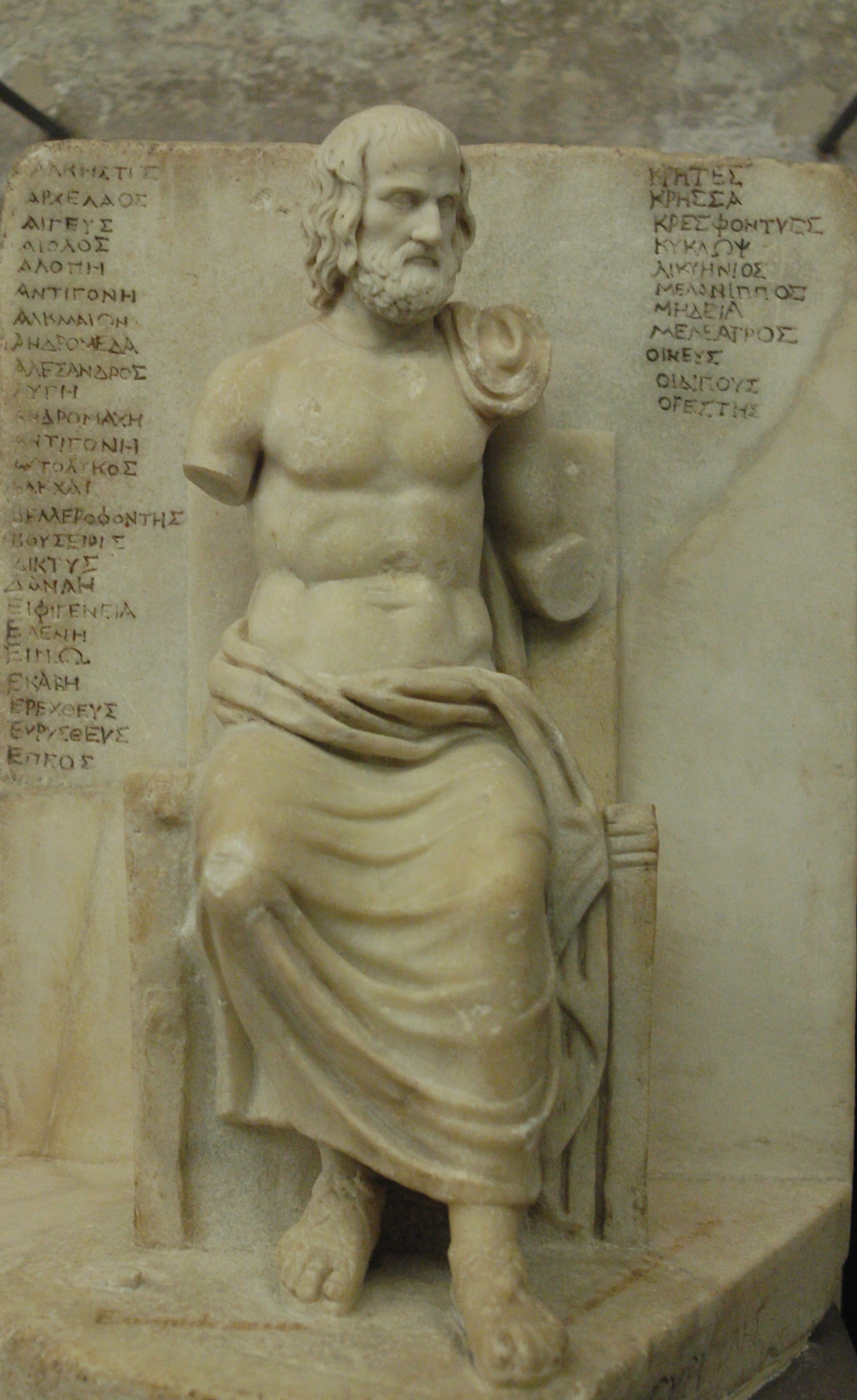
Estatua de Eurípides

La relación cronológica de sus obras conservadas es:
1. Alcestis - Ἄλκηστις - 438 a. C.; segundo puesto.
2. Medea - Μήδεια - 431 a. C.; tercer puesto.
3. Los Heraclidas - Ἡρακλεῖδαι - ca. 430 a. C.
4. Hipólito - Ἱππόλυτος στεφανοφόρος - 428 a. C.; primer puesto.
5. Andrómaca - Ἀνδρομάχη - ca. 425 a. C.
6. Hécuba - Ἑκάβη - ca. 424 a. C.
7. Las suplicantes - Ἱκέτιδες - ca. 423 a. C.
8. Electra - Ἠλέκτρα - ca. 420 a. C.
9. Heracles - Ἡρακλῆς μαινόμενος - ca. 416 a. C.
10. Las troyanas - Τρῳάδες - 415 a. C.; segundo puesto.
11. Ifigenia entre los Tauros - Ἰφιγένεια ἡ ἐν Ταύροις - ca. 414 a. C.
12. Ion - Ἴων - ca. 414 a. C.
13. Helena - Ἑλένη - 412 a. C.
14. Fenicias - Φοινίσσαι - ca. 410 a. C.
15. Orestes - Ὀρέστης - 408 a. C.
16. Las bacantes - Βάκχαι - 406 a. C.: póstuma; la trilogía de la que forma parte, con Ifigenia en Áulide y Alcmeón en Corinto, ganó el primer premio.
17. Ifigenia en Áulide - Ἰφιγένεια ἡ ἐν Αὐλίδι - 406 a. C.: póstuma; primer puesto de las trilogías.
18. El Cíclope - Κύκλωψ - sin datar; es su único drama satírico conservado.
19. Reso - Ῥῆσος -. Quizá apócrifa.[10]

Relación cronológica de sus obras fragmentarias:
1. Las pelíades - Πελιάδες - 455 a. C.[11]
2. Las cretenses - Κρήσσες - 438 a. C., con Alcestis.
3. Alcmeón en Psófide - Ἀλκμαίων ὁ διὰ Ψωφῖδος - 438 a. C., con Alcestis.[12]
4. Télefo - Τήλεφος - 438 a. C., con Alcestis.[13]
5. Los cretenses - Κρῆσσαι - ca. 435 a. C.
6. Filoctetes - Φιλοκτήτης - 431 a. C., con Medea.[14]
7. Dictis  - Δίκτυς - 431 a. C., con Medea.[15]
8. Theristai - Θερισταί - obra satírica, 431 a. C., con Medea.
9. Estenebea - Σθενέβοια - antes del 429 a. C.[16]
10. Belerofonte - Βελλεροφών - ca. 430 a. C.[17]
11. Cresfontes - Κρεσφόντης - ca. 425 a. C.[18]
12. Erecteo - Ἐρεχθεύς - 422 a. C.[19]
13. Faetón - Φαέθων - ca. 420 a. C.[20]
14. Melanipa la sabia o Melanipa la filósofa -  Μελανίππη σοφή - ca. 420 a. C.[21]
15. Alejandro - Ἀλέξανδρος - 415 a. C., con Las troyanas.
16. Palamedes - Παλαμήδης - 415 a. C., con Las troyanas.[22]
17. Sísifo - Σίσυφος - obra satírica, 415 a. C., con Las troyanas.[23]
18. Melanipa[24] encadenada - Μελανίππη δεσμώτις - ca. 412 a. C.
19. Andrómeda - Ἀνδρομέδα - 412 a. C., con Helena.[25]
20. Antíope - Ἀντιόπη - ca. 410 a. C..[26]
21. Arquelao - Ἀρχέλαος - ca. 410 a. C.[27]
22. Hipsípila - Ὑψιπύλη - ca. 410 a. C.[28]
23. Alcmeón en Corinto[29] - 406 a. C.; la trilogía de la que forma parte, con Las Bacantes e Ifigenia en Áulide, ganó el primer premio

## Pensamiento
La sociedad ateniense de la época se debatía entre dos opciones: la estabilidad de los valores conservadores, representada por Esquilo y Aristófanes, y el revisionismo racionalista, representado por Eurípides, Sócrates y los sofistas. La larga guerra del Peloponeso contribuyó a la derrota de la primera opción, al comprobar que las viejas recetas de antaño no servían ya para el futuro. Es notoria la animadversión de Aristófanes al racionalismo de Eurípides, al que ataca en sus comedias, especialmente en Las ranas, Las Tesmoforias, y Las asambleístas, con chistes y alusiones de intención malévola, como la presunta baja extracción social de la madre de Eurípides, a la que califica como verdulera, cuando en realidad pertenecía a una familia acomodada, según indican fuentes serias como Filócoro. Las razones de esta manía persecutoria podrían ser dos:
- Antagonismo ideológico con el pensamiento avanzado de Eurípides.
- La pintura que hace Eurípides de las mujeres en sus tragedias, que las aparta del modelo tradicional, muy estereotipado, de la Comedia Antigua.[32]

Vincenzo di Benedetto ha señalado una evolución en el teatro de Eurípides desde la destrucción de los personajes al enfrentarse con la realidad hasta las obras de su último periodo, en que, por el contrario, estos, envueltos en el caótico mar del azar, se dan cuenta de su limitación y fragilidad y buscan por todos los medios encontrar la liberación de sus males. No es un poeta de fe religiosa tan firme como la de Esquilo o Sófocles, y así, aunque respeta la religión tradicional (por ejemplo, la profunda fe de la sacerdotisa Teonoe en Helena), al lado de expresiones de piedad conmovedoras como la plegaria a Artemisa de Hipólito:
¡Oh diosa querida! [...] oigo tu voz aunque no veo tu rostro. ¡Ojalá termine mi vida como la he empezado!.
Aparecen sentencias como la del drama perdido Belerofonte: "Si los dioses cometen alguna injusticia, no son dioses" o la tan conocida de su Helena:
¿Qué cosa es Dios o qué cosa no es o qué hay entre estos dos términos? ¿Quién entre los mortales puede decir haber hallado investigando el límite extremo, cuando ve las cosas de los dioses aquí o allá y de nuevo variando en vicisitudes imprevistas y contradictorias? [...] No sé qué cosa es cierta, al menos entre los hombres; pero he encontrado veraz la palabra de los dioses
Por un pasaje de su Heracles sabemos que rechazaba el pensamiento de que los dioses se entregan a acciones vergonzosas y amores ilícitos y reputa tales relatos como invenciones de los poetas. Es más, critica a los adivinos, falsos y llenos de mentiras, y afirma que el mejor adivino es la razón y el coraje. Pero su última obra, Las bacantes, está llena de piedad tradicional.
Eurípides ofrece una visión de la guerra que ya no exalta a los héroes: veintisiete años luchando contra Esparta había dado a muchos atenienses una visión más realista y trágica de lo que era. Eurípides se fija en las consecuencias funestas de la guerra y pinta cuadros horrorizados de la misma en su ciclo troyano: así, en Las troyanas, sobre el fondo del incendio de la famosa ciudad, se ve la muerte del pequeño Astianacte, el sacrificio de Polixena, el cadáver de Polidoro, la ceguera de Polimestor por venganza de Hécuba, la desesperación de Casandra y los lamentos y gemidos de las cautivas troyanas. Tras la derrota de Sicilia, este pacifismo de Eurípides se plasmó definitivamente en unos versos del coro de su tragedia Helena:
¡Necios quienes buscáis alcanzar fama en el combate y con lanzas belicistas, creyendo tontamente encontrar remedio a los trabajos humanos! Pues, si hubiera que resolverlos con la lucha sangrienta, no concluiría jamás en las ciudades la discordia.

## Traducciones al español
Parciales: entre ellas, la más antigua es la Hécuba triste del humanista Fernán Pérez de Oliva, concluida en 1528 y publicada mucho más tarde (Córdoba, 1586; reimpresa en el Parnaso español de Juan José López de Sedano, vol. VI, Madrid: Sancha, 1772). 
Completas: 
Eduardo Mier y Barbery (Madrid: Imprenta de Tello, 1865): bastante libre y con omisiones y errores. Completada después entre 1909 y 1910, tres vols., y más tarde revisada y corregida según el texto griego por Carlos A. Disamdro (Buenos Aires: El Ateneo, 1946)
Antonio Tovar, Eurípides. Tragedias (Barcelona: Alma mater, 1955 y 1960): bilingüe, en dos volúmenes. Completada años más tarde con un tercero obra de Francisco Rodríguez Adrados y Luis Alberto de Cuenca (1995). 
Ángel María Garibay Kintana (Las diecinueve tragedias, México: Porrúa, 1976): bastante poco fiable. 
José Luis Calvo Martínez, Luis Alberto de Cuenca, Carlos García Gual, Juan Antonio López Férez y Alberto Medina González (Madrid, Gredos, 1977-79)).
Julio Pallí Bonet y Josep Alsina Clota (Barcelona, Bruguera, 1982)
Juan Antonio López Férez y otros (Madrid, Cátedra, 1985 ss.) 
Manuel Fernández Galiano y Juan Miguel Labiano Illundáin (1991-2000, 3 vols.).
Juan Tobías Nápoli Tragedias I: Alcestis - Medea - Hipólito - Andrómaca (Buenos Aires, Colihue, 2005) ISBN: 950-563-012-3, Tragedias II: Heraclidas, Hécuba, Suplicantes (Buenos Aires, Colihue, 2014) ISBN: 978-950-563-074-5, Tragedias III: Troyanas, Helena, Ifigenia en Áulide (Buenos Aires, Colihue, 2016) ISBN: 978-950-563-078-3: La traducción directa desde el griego y las notas, así como una extensa y detallada introducción, a cargo de Juan Nápoli, especialista en lengua y cultura griega de la Universidad Nacional de La Plata.
Hay que mencionar también unas Obras completas de Eurípides en cuatro volúmenes, impresas en Valencia sin año, traducidas desde la versión francesa de Leconte de Lisle por G. Gómez de la Mata, por su elegante prosa y porque comprende el Reso, y la traducción al catalán en verso de Carles Riba, tres vols., (Barcelona, 1977).

### Ediciones
- Eurípides (1909/1910). Obras dramáticas de Eurípides (Eduardo Mier y Barbery, trad.). 3 tomos. Edición electrónica, en varios formatos, en el Proyecto Gutenberg. Madrid: Librería de los Sucesores de Hernando.

1. Tomo I: Hécuba, Hipólito, Las fenicias, Orestes, Alcestis, Medea.
2. Tomo II: Las troyanas, Heracles furioso, Electra, Ifigenia en Áulide, Ifigenia en Táuride, Helena.
3. Tomo III: Ion, Andrómaca, Las suplicantes, Las bacantes, Los Heráclidas, Reso, El Cíclope. En preparación.

- Eurípides (1990/1998). Tragedias. Obra completa. Madrid. Gredos.

1. Volumen I: El Cíclope. Alcestis. Medea. Los Heraclidas. Hipólito. Andrómaca. Hécuba. 1990 [1ª edición, 5ª impresión]. ISBN 978-84-249-3484-2.
2. Volumen II: Las suplicantes. Heracles. Ion. Las troyanas. Electra. Ifigenia entre los tauros. 1995 [1ª edición, 4ª impresión]. ISBN 978-84-249-3503-0.
3. Volumen III: Helena. Las fenicias. Orestes. Ifigenia en Áulide. Las bacantes. Reso. 1998 [1ª edición, 2ª impresión]. ISBN 978-84-249-3526-9.

- Eurípides (2005/2016). Tragedias. Traducción de Juan Tobias Nápoli. Buenos Aires. Colihue.

1. Tragedias I: Alcestis. Medea. Hipólito. Andrómaca. 2005. ISBN: 950-563-012-3.
2. Tragedias II: Los Heraclidas. Hécuba. Las suplicantes. 2014. ISBN: 978-950-563-074-5.
3. Tragedias III: Las troyanas. Helena. Ifigenia en Áulide. 2016. ISBN: 978-950-563-078-3.

### Sobre Eurípides
- Murray, Gilbert (1974 (4)). Eurípides y su tiempo. Fondo de Cultura Económica.
- Nápoli, Juan Tobías (1999). Los celos de Hermíone en Andrómaca y la cuestión del amor en Eurípides. Synthesis 6.